# C.J. Smith
C.J. Smith, född 1 december 1994, är en amerikansk professionell ishockeyforward som spelar för Buffalo Sabres i National Hockey League (NHL). Han har tidigare spelat på lägre nivåer för UMass Lowell River Hawks (University of Massachusetts Lowell) i National Collegiate Athletic Association (NCAA), Muskegon Lumberjacks och Chicago Steel i United States Hockey League (USHL) och Austin Bruins i North American Hockey League (NAHL).
Smith blev aldrig draftad av någon NHL-organisation.

## Statistik
| 2010–2011   | Academy of Holy Angels   |             | 25  | 17 | 20 | 37  | 18  | 1 | 0 | 0 | 0 | 10 |
| 2011–2012   | Austin Bruins            | NAHL        | 53  | 13 | 14 | 27  | 20  | — | — | — | — | —  |
| 2012–2013   | Austin Bruins            | NAHL        | 60  | 30 | 29 | 59  | 22  | 8 | 4 | 1 | 5 | 4  |
| 2013–2014   | Muskegon Lumberjacks     | USHL        | 13  | 4  | 1  | 5   | 6   | — | — | — | — | —  |
|             | Chicago Steel            | USHL        | 46  | 23 | 17 | 40  | 10  | — | — | — | — | —  |
| 2014–2015   | UMass Lowell River Hawks | NCAA        | 39  | 16 | 19 | 35  | 28  | — | — | — | — | —  |
| 2015–2016   | UMass Lowell River Hawks | NCAA        | 40  | 17 | 22 | 39  | 50  | — | — | — | — | —  |
| 2016–2017   | Buffalo Sabres           | NHL         | 2   | 0  | 1  | 1   | 0   | — | — | — | — | —  |
|             | UMass Lowell River Hawks | NCAA        | 41  | 23 | 28 | 51  | 46  | — | — | — | — | —  |
| 2017–2018   | Rochester Americans      | AHL         | 55  | 17 | 26 | 43  | 16  | — | — | — | — | —  |
| NHL totalt  | NHL totalt               | NHL totalt  | 2   | 0  | 1  | 1   | 0   | — | — | — | — | —  |
| NCAA totalt | NCAA totalt              | NCAA totalt | 120 | 56 | 69 | 125 | 124 | — | — | — | — | —  |
| USHL totalt | USHL totalt              | USHL totalt | 59  | 27 | 18 | 45  | 16  | — | — | — | — | —  |
| NAHL totalt | NAHL totalt              | NAHL totalt | 113 | 43 | 43 | 86  | 42  | 8 | 4 | 1 | 5 | 4  |